# Северус Снейп
Се́верус Снейп (англ. Severus Snape; 9 січня 1960 — ឴឴឴឵឴†2 травня 1998) — вигаданий персонаж всесвіту Гаррі Поттера, створеного британською письменницею Джоан Роулінг. професор Гоґвортсу, що викладав зіллєваріння (1981—1996), захист від Темних мистецтв (1997—1998) та був директором школи у 1997—1998 роках. (у книжках Джоан Роулінг про чаклуна Гаррі Поттера), а також членом Ордена Фенікса та Смертежером.
Його роль у фільмах зіграв Алан Рікман, а український дубляж виконав Юрій Гребельник.

## Зовнішність
Снейп — худорлявий блідий чоловік із гачкуватим носом і масним чорним волоссям, яке сягало йому плечей. Снейп з усіх учнів найдужче не любив Гаррі Поттера. Нещадний і в'їдливий Снейп, який не подобався нікому, окрім учнів свого гуртожитку (Слизерин) викладав предмет «настою». Часто його порівнюють з величезним кажаном через його чорну мантію, яка при ходьбі виглядає як величезні крила.

## Магічні здібності
У всіх семи частинах книжки Снейп представлений як надзвичайно могутній чарівник, відомий своєю майстерністю ще з юності. Він спеціалізується на зіллях і має талант та пристрасть до Темних Мистецтв. Сіріус Блек зазначив, що вже на першому курсі Гоґвортсу Снейп знав більше заклинань і прокльонів, ніж більшість семикурсників. Будучи студентом, обдарований у зіллєварінні, він удосконалив рецепти зі свого підручника. Також він проявив винятковий дар до створення нових заклинань (одне з них — «Сектумсемпра»). Завдяки своїм знанням у сфері темних мистецтв Снейп володів навичками лікування ран і нейтралізації фатальних наслідків темних проклять. Як талановитий дуелянт, він зміг стримати на короткий час навіть трьох професорів Гоґвортсу, серед яких був чемпіон з дуелей Філіус Флитвік. Професор Макґонеґел також відзначила, що Снейп навчився літати без допомоги чарівної палички, рідкісне вміння, яким раніше володів лише Волдеморт.

## Молодість Северуса Снейпа
Цей період з життя Северуса Снейпа розкриває його неприязні стосунки з Джеймсом Поттером, Сіріусом Блеком, Пітером Петіґру та Ремусом Люпином, яких він зустрічав ще в школі. Ще в підлітковому віці Снейп зазнавав глузувань і насмішок від Мараудерів, і це, ймовірно, стало причиною його сильного неприязного ставлення до них. Особливо на тлі конфліктів з Джеймсом Поттером, який, хоча і неодноразово знущався з нього, все ж одного разу врятував Снейпа від загибелі в тунелі під Войовничою Вербою. Цей момент, у якому Джеймс, незважаючи на свою ворожнечу, не дозволив би Снейпу постраждати, став для Снейпа ключовим і ще більше поглибив його ненависть.
Однією з важливих подій стала і таємниця Люпіна. Снейп, дізнавшись про те, що той є вовкулакою, став готувати для нього зілля, аби той не завдавав шкоди навколишнім під час своїх трансформацій. Крім того, Снейп активно виступав проти призначення Люпіна на посаду викладача захисту від темних мистецтв.
Інцидент у Верескливій Халупі, де Снейп, побачивши плащ-невидимку Гаррі, намагався зупинити Сіріуса Блека, ще більше загострив його стосунки з учнями Гоґвортсу. Після того як Гаррі та Герміона допомогли Сіріусу уникнути Поцілунку дементора, злість Снейпа лише посилилася, що ще більше вплинуло на його характер і ставлення до інших

## Відносини Снейпа з Гаррі Поттером
У п'ятій книзі Снейп залишається одним із найсуперечливіших персонажів. Його ставлення до Гаррі характеризується постійною неприязню, що коріниться в його складному минулому з батьком Гаррі, Джеймсом Поттером. Снейп сприймає Гаррі як дзеркало Джеймса — самовпевненого і зухвалого юнака, який колись принижував його в шкільні роки. Ця антипатія проявляється як у поведінці Снейпа на уроках, так і в його суворих вимогах, зокрема, під час навчання Гаррі оклюменції.
Навчання оклюменції, яке Снейп проводить за наказом Дамблдора, стає важливим випробуванням для обох. Снейп наполягає на дисципліні та наполегливості, в той час як Гаррі важко долати емоційний бар'єр у спілкуванні з таким суворим наставником. Одного разу Гаррі вдалося проникнути у спогади Снейпа. Ось що він побачив:

«Ось якийсь чоловік з гачкуватим носом кричав на зіщулену жінку, а маленький чорнявий хлопчик плакав у
кутку…підліток з масним волоссям сидів самотньо в темній кімнаті, націляв на стелю чарівну паличку й збивав нею мух…якась дівчина реготала, коли худорлявий хлопець намагався осідлати неслухняну мітлу»

Одного разу Гаррі Поттер залишився сам у кабінеті Снейпа і проникнув у його найгірший спогад за допомогою сита спогадів. У цьому спогаді Гаррі побачив 15-річного Северуса, який складав екзамен для отримання СОВ. Северус був старанним учнем із великим інтересом до чорної магії. Однак зухвалі Джеймс Поттер і Сіріус Блек вирішили познущатися зі Снейпа, використовуючи заклинання, щоб підвісити його догори дриґом і зняти штани. Тоді ж вони прозвали його «Снівелусом». Ремус Люпин, хоч і був старостою, не втручався, як і Пітер Петіґру. Захищала Снейпа лише Лілі Еванс — майбутня дружина Джеймса та мати Гаррі.
Після цього випадку Снейп відмовився продовжувати уроки оклюменції, заявивши, що Гаррі вже засвоїв усе необхідне. Його неприязнь до Поттера лише посилилася — зокрема, він одного разу навмисно розбив зілля Гаррі, щоб поставити найгіршу оцінку.
Попри це, уроки оклюменції стали важливим етапом підготовки Гаррі до боротьби з Волдемортом, здатним проникати у його свідомість. Зрештою, проникнувши в спогади Снейпа, Гаррі побачив не лише моменти приниження, але й щирі почуття Снейпа до Лілі. Цей момент змінив його сприйняття професора, показавши його глибокі переживання і внутрішній біль.

## Член Ордену Фенікса
Северус Снейп відіграє важливу роль у відновленому Ордені Фенікса, хоча його діяльність часто сприймається неоднозначно. Як подвійний агент, він працює у надзвичайно ризикованих умовах, підтримуючи вигляд лояльності до Волдеморта, але при цьому залишаючись вірним Дамблдору. Ця подвійність вимагає від нього не тільки неабиякого контролю над своїми емоціями, а й майстерного маніпулювання довірою як Темного Лорда, так і союзників по Ордену.
Його стосунки з іншими членами Ордену є напруженими, особливо з Сіріусом Блеком. Снейп часто дорікає Сіріусу за його пасивність через обмеження, накладені вимушеним перебуванням у родинному будинку. Їхній конфлікт досягає апогею взимку 1995 року, коли вони ледь не вступають у фізичне протистояння, яке зупиняє лише повернення Артура Візлі з лікарні Святого Мунго. Ця взаємодія демонструє складність їхнього співіснування в умовах загальної мети.
Незважаючи на критику й підозри з боку деяких членів Ордену, Снейп неодноразово доводить свою відданість. Він приймає рішення, що рятують життя, наприклад, передає попередження Сіріусу через Гаррі про небезпеку, що насувається. Його дії, хоча й часто залишаються незрозумілими іншим, є ключовими для успіху боротьби з Волдемортом.
Характер Снейпа, що перебуває на межі моральної двозначності, не дозволяє однозначно оцінити його як героя чи антагоніста. Він зберігає таємничість і вміло приховує свої справжні мотиви, навіть від найближчих союзників. Ця глибока інтрига робить його одним із найскладніших і найцікавіших персонажів саги.
Ще одним важливим аспектом історії є роль Снейпа у передачі пророцтва Волдеморту. Його дії призводять до вбивства Лілі Поттер, що стає причиною його глибокого каяття і подальшої відданості Дамблдорові. Ця подія визначає подальший шлях Снейпа як подвійного агента, який працює на користь Ордену Фенікса, але змушений підтримувати вигляд лояльності до Темного Лорда.
Снейп є складним і суперечливим героєм. Його дії визначаються постійною боротьбою між почуттями провини, кохання до Лілі Еванс і бажанням виконати свій обов'язок, попри всі труднощі. Ця внутрішня драма робить його одним із найглибших персонажів серії.

### Дії в Гоґвортсі
Після того, як Дамблдора вигнали зі школи, а на Макґонеґел напали вночі, Снейп лишився єдиним представником Ордену Фенікса в школі. Тому Гаррі Поттер в присутності директорки Амбридж передав Северусу, що на Блека напали. Спочатку Гаррі думав, що Снейп його не зрозумів, але насправді професор зробив такий вигляд для того, щоб Амбридж ні про що не здогадалася.
Він негайно зв'язався з Орденом Фенікса та попередив Сіріуса, що Гаррі у небезпеці. Після цього він намагався знайти Поттера, проте той вже полетів до Лондона. Через це Гаррі звинувачував Снейпа у загибелі Блека.
В шостій книзі ненависть Гаррі до Снейпа посилюється, оскільки він дізнається, що саме Снейп колись розповів Волдеморту про пророцтво. А після вбивства Дамблдора Гаррі клянеться знайти й убити його.
В сьомій книзі Снейп стає директором Гоґвортсу й одним з найближчих соратників Темного Лорда. Проте врешті-решт Гаррі Поттер дізнається, що Снейп кохав його матір, Лілі Еванс, і заради неї став подвійним агентом Дамблдора. А його він убив за наказом самого Дамблдора, який був проклятий перснем Ґонта.
В одному зі своїх інтерв'ю Джоан Роулінг відповідала на питання читачів з-приводу персонажа Северуса Снейпа.

Lechicaneuronline: Як Ви вважаєте, Снейпа можна назвати героєм?
JKR: Я вважаю, що так. Хоча він герой з безліччю недоліків. Можливо, навіть антигерой. Його аж ніяк не назвеш приємною людиною, він залишається злим, жорстоким, він любить залякувати, сам потерпає через почуття смутку та постійної небезпеки. Та все ж, він кохає і демонструє відданість цьому коханню. І в кінцевому результаті платить життям за це кохання. По-справжньому героїчний вчинок!